# Хаймбург
Хаймбург (на немски: Heimburg) е част от град Бланкенбург в Харц в Саксония-Анхалт, Германия с 859 жители (на 15 февруари 2018).
Хаймбург се намира на около 5 km северозападно от главния граф Бланкенбург (Харц).
Хаймбург е споменат за пръв път в документ през 1073 г. На 1 януари 2010 г. дотогава самостоятелната община Хаймбург отива към град Бланкенбург.
- Евангелийската църква